# Arkadiusz Denkiewicz
Arkadiusz Denkiewicz (ur. 18 marca 1948) – polski funkcjonariusz milicji, jedyny skazany prawomocnym wyrokiem w sprawie pobicia maturzysty Grzegorza Przemyka, syna poetki i działaczki opozycji antykomunistycznej Barbary Sadowskiej.
W maju 1983 r., w momencie zatrzymania i pobicia Grzegorza Przemyka, był sierżantem i dyżurnym w komisariacie przy ul. Jezuickiej w Warszawie. Według ustaleń śledztwa to właśnie on nakłaniał innych funkcjonariuszy, by bili zatrzymanego „tak, żeby nie było śladów”.

## Procesy
Winą za śmierć Przemyka obciążono początkowo sanitariuszy, którzy wieźli go z domu do szpitala. Tę wersję wydarzeń udało się potwierdzić w zakończonym w 1984 r. procesie, a milicjanci Arkadiusz Denkiewicz i Ireneusz Kościuk zostali uwolnieni od zarzutów. Skazano zaś – po wymuszeniu nieprawdziwych zeznań – dwóch sanitariuszy oraz lekarkę Barbarę Makowską-Witkowską, która przesiedziała w więzieniu trzynaście miesięcy. Po 1989 r., wyroki te uchylono i wznowiono proces. W 1997 r., postanowieniem ówczesnego Sądu Wojewódzkiego w Warszawie, Denkiewicz został uznany za winnego stawianych mu zarzutów i skazany na dwa lata więzienia, Kazimierz Otłowski z b. Komendy Głównej MO, któremu zarzucono próbę zniszczenia akt sprawy Przemyka w 1989 r., na półtora roku pozbawienia wolności w zawieszeniu, a Ireneusz Kościuk został uniewinniony. Wyrok na Denkiewiczu został utrzymany przez Sąd Najwyższy w 1999 r., który uniewinnił jednak Otłowskiego.
Arkadiusz Denkiewicz nigdy nie odbył zasądzonego mu wyroku z uwagi na opinię psychologiczną stwierdzającą, iż na skutek wyroku doznał zmian w psychice i cierpi na depresję oraz „częściowe otępienie” uniemożliwiające mu odbycie kary.